# Synidotea cinerea
Synidotea cinerea là một loài chân đều trong họ Idoteidae. Loài này được Gurjanova miêu tả khoa học năm 1933.